# Мини-суд
Мини-суд (англ. mini-trial) — это метод разрешения споров, в котором руководители высшего звена управления каждой стороны встречаются в присутствии нейтрального консультанта, заслушивают выступления представителей сторон по обстоятельствам дела и пытаются достичь соглашения по спору.

## История возникновения
Первый мини-суд прошел в 1977 году. В США существуют несколько крупных организаций, обеспечивающих процесс принятия решений, удовлетворяющих стороны спора с помощью такой формы посредничества, как мини-суды, например, Американская Арбитражная Ассоциация (ААА), которая разработала правила и процедуры разрешения конфликта и имеет список квалифицированных посредников в области коммерции. ААА — это общественная некоммерческая организация, имеющая штаб-квартиру в городе Нью-Йорке и большое число отделений в крупных городах по всей территории Соединенных Штатов. ААА занимается международными коммерческими спорами и пользуется своими собственными правилами международного арбитража с изменениями от 1 апреля 1997 года.

## Положения проведения мини-суда
- Мини-суд может быть инициирован письменным или устным заявлением одной из сторон в любое местное отделение ААА, но будет проводиться только в том случае, если обе стороны согласятся на разрешение спора с помощью мини-суда.[источник не указан 1604 дня]
- Процедура мини-суда состоит из обмена информацией и переговоров со сторонами об урегулировании спора.
- Порядок проведения мини-суда оговаривается письменным соглашением каждой стороны.
- Нейтральный консультант выбирается по взаимному согласию сторон. Для облегчения процесса выбора консультанта ААА предоставляет сторонам список лиц, которые могут выступать в роли нейтрального консультанта. Если стороны не приходят к согласию по поводу кандидатуры консультанта, ААА назначает такового из списка лиц, составленного с этой целью.
- До обмена информацией стороны обмениваются письменными заключениями, содержащими краткое изложение вопросов, относящихся к делу, и копиями документов, которые они намереваются представить в процессе обмена информацией.
- После обмена информацией происходит встреча руководителей высшего звена управления, которые предпринимают попытку урегулировать спор в духе доброй воли.
- В случае если руководители не достигли соглашения, нейтральный консультант высказывает своё мнение о вероятном исходе дела, если оно будет передано в суд.
- Процедура мини-суда конфиденциальна. Ни одно из письменных или устных заявлений не может быть использовано как доказательство.[источник не указан 1604 дня]